# فورت آلبانی
فورت آلبانی (به انگلیسی: Fort Albany First Nation) یک منطقهٔ مسکونی در کانادا است. فورت آلبانی ۲٬۰۳۱ نفر جمعیت دارد.